# Helinho Zanatta
Helio Donizete Zanatta, mais conhecido como Helinho Zanatta; (Piracicaba, 13 de março de 1963) é um político brasileiro, filiado ao PSD. Nas eleições de 2022, foi eleito deputado estadual pelo estado de São Paulo, e nas eleições de 2024, foi eleito prefeito de Piracicaba.